# Красноармейская улица (Минск)
Красноарме́йская у́лица (бел. Чырвонаармейская вуліца) — улица в центре Минска, в Ленинском районе. До 1919 года называлась Скобелевской в честь российского генерала Михаила Скобелева, до 1866 года — Батальонной, а ещё раньше — Кошарской.
Расположена между проспектом Независимости в районе Октябрьской площади и улицей Смоленской, хотя мост через реку Свислочь в конце улицы отсутствует. Совокупная длина улицы — 1890 метров. Пересекает улицы: Карла Маркса, Кирова, Ульяновскую, Казарменный переулок. Рядом с улицей расположены станции метрополитена Купаловская, Октябрьская и Первомайская.

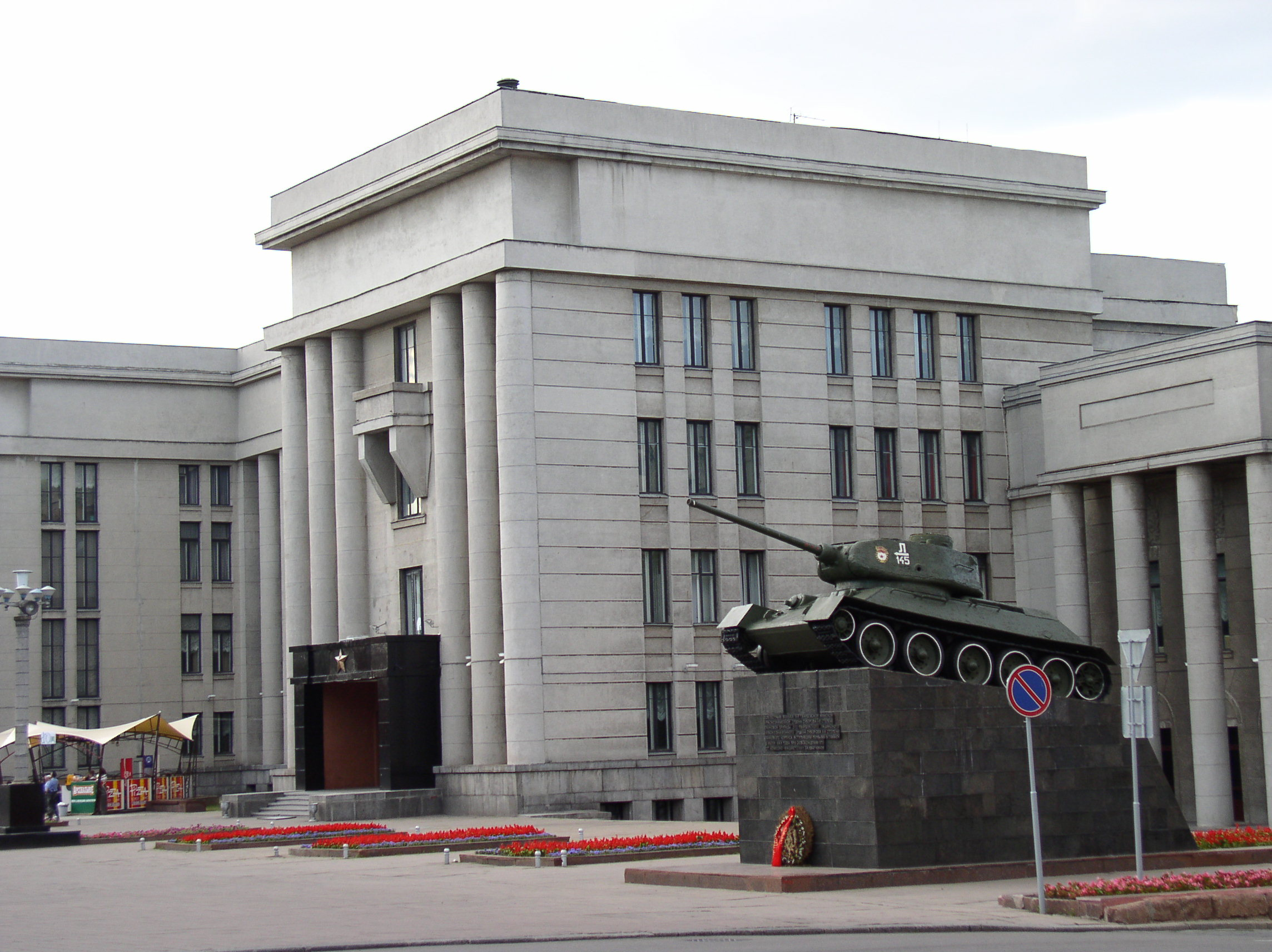
Центральный Дом офицеров

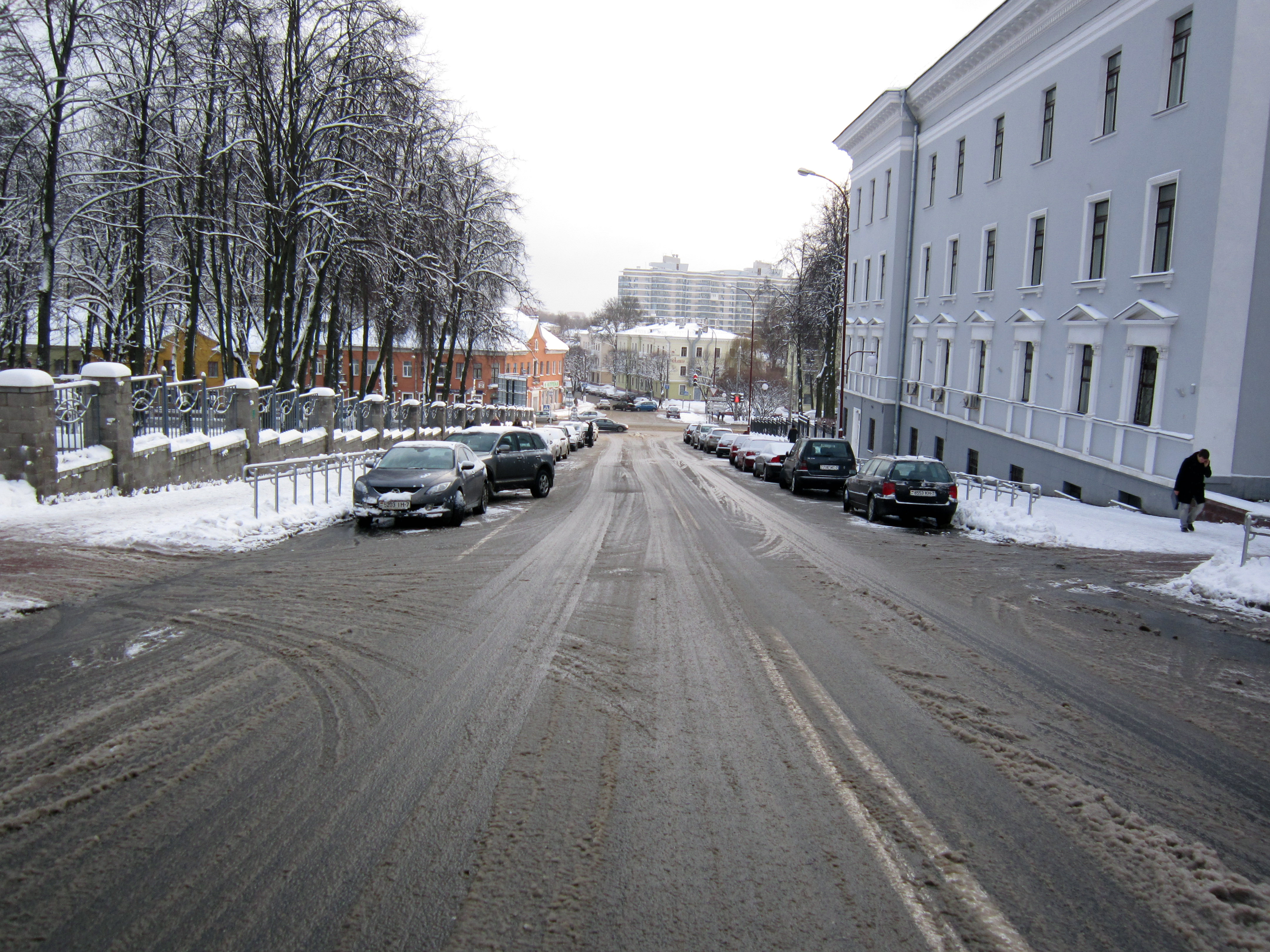
Вид на улицу Красноармейскую в сторону спуска.

Нумерация домов — от проспекта Независимости. На улице расположены Центральный Дом офицеров, Совет Республики РБ, Республиканский дом молодежи с центральным комитетом БРСМ и центральным советом БРПО (бывший Дом крестьянина и ЦК ЛКСМБ), старое здание Национальной библиотеки РБ, исторический факультет Белорусского государственного университета, средняя школа № 4, казино «OPERA», часть зданий 3-й городской больницы. В конце улицы, в излучение Свислочи расположены корпуса станкостроительного завода им. Кирова и Первомайский сквер, на месте которого 16 июля 1944 года прошёл Партизанский парад.
В начальной части на улицу выходит Александровский сквер. На пересечении с улицей Карла Маркса расположено здание Администрации Президента РБ и находится памятник «Танк-освободитель».
Первые здания на улице появились в конце XVII века; к началу XX века, кроме жилых домов, располагались архиерейское подворье, духовная консистория, мужская гимназия Фальковича, машиностроительный и меднометаллургический заводы. Впоследствии в архиерейском подворье расположились отделы СНК БССР, а гимназия Фальковича стала домом № 1 Белорусского государственного университета. В 1920–30-е годы была построена значительная часть зданий в начальной части улицы (после Великой Отечественной войны здания были восстановлены).

## Адреса
1. ↑  ул. Красноармейская, 3
2. ↑  ул. Красноармейская, 4 / ул. Кирова, 45
3. ↑  ул. Красноармейская, 5 / ул. Карла Маркса, 40
4. ↑  ул. Красноармейская, 9 / ул. Кирова, 47
5. ↑  ул. Красноармейская, 6 / ул. Кирова, 28
6. ↑  ул. Красноармейская, 11 / ул. Кирова, 30
7. ↑  ул. Красноармейская, 36